# Savonburg
Savonburg és una població dels Estats Units a l'estat de Kansas. Segons el cens del 2000 tenia 91 habitants.

## Demografia
Segons el cens del 2000, Savonburg tenia 91 habitants, 37 habitatges, i 24 famílies. La densitat de població era de 175,7 habitants/km².
Dels 37 habitatges en un 24,3% hi vivien nens de menys de 18 anys, en un 51,4% hi vivien parelles casades, en un 5,4% dones solteres, i en un 35,1% no eren unitats familiars. En el 32,4% dels habitatges hi vivien persones soles el 18,9% de les quals corresponia a persones de 65 anys o més que vivien soles. El nombre mitjà de persones vivint en cada habitatge era de 2,46 i el nombre mitjà de persones que vivien en cada família era de 3,04.
Per edats la població es repartia de la següent manera: un 24,2% tenia menys de 18 anys, un 7,7% entre 18 i 24, un 22% entre 25 i 44, un 28,6% de 45 a 60 i un 17,6% 65 anys o més.
L'edat mediana era de 40 anys. Per cada 100 dones de 18 o més anys hi havia 76,9 homes.
La renda mediana per habitatge era de 8.750 $ i la renda mediana per família de 40.625 $. Els homes tenien una renda mediana de 19.375 $ mentre que les dones 21.875 $. La renda per capita de la població era d'11.085 $. Entorn del 23,1% de les famílies i el 40,7% de la població estaven per davall del llindar de pobresa.

## Poblacions properes
El següent diagrama mostra les poblacions més properes.